# 天主教麥迪遜教區
天主教麥迪遜教區（拉丁語：Dioecesis Madisonensis）是美國一個羅馬天主教教區，屬密爾沃基總教區。成立於1945年12月22日。
範圍包括威斯康辛州西南部，教座位於州府麥迪遜。2004年有教友269,556人（佔轄區總人口28.4%）、130個堂區、164名司鐸。現任教區主教為陶南·J·海英。